# West Okoboji
West Okoboji é uma cidade localizada no estado americano de Iowa, no Condado de Dickinson.

## Demografia
Segundo o censo americano de 2000, a sua população era de 432 habitantes.
Em 2006, foi estimada uma população de 408, um decréscimo de 24 (-5.6%).

## Geografia
De acordo com o United States Census Bureau tem uma área de
3,5 km², dos quais 3,2 km² cobertos por terra e 0,3 km² cobertos por água.

## Localidades na vizinhança
O diagrama seguinte representa as localidades num raio de 12 km ao redor de West Okoboji.